# Violencia de género en Argentina
Se entiende por violencia de género a la violencia ejercida contra las personas con motivo de su identidad de género, que implique toda conducta, acción u omisión, que de manera directa o indirecta, tanto en el ámbito público como en el privado, basada en una relación desigual de poder, afecte su vida, libertad, dignidad, integridad física, psicológica, sexual, económica o patrimonial, como así también su seguridad personal que las afecte. La misma comprende las perpetradas desde el Estado o por sus agentes.
La normativa argentina establece distintos tipos de violencia: física, psicológica, sexual, económica, patrimonial, simbólica y política. Y sus respectivas modalidades: violencia doméstica, violencia institucional, violencia laboral, violencia contra la libertad reproductiva, violencia obstétrica, violencia mediática, violencia en espacios públicos y Violencia pública-política contra las mujeres.
La violencia de género comprende todas las manifestaciones de violencia que se ejercen contra las mujeres en el ámbito público y en el privado. Es una definición que abarca la violación de los derechos a la libertad, a la integridad personal y a la salud, cercenando el goce pleno de los derechos civiles, sociales, económicos y culturales de las mujeres. La violencia, es inseparable de la noción de género porque se basa y se ejerce en y por la diferencia social entre mujeres y varones, en tanto muestra la diferente distribución del poder, reforzando la desigualdad y la subordinación social hacia las mujeres.

## Legislación
La Ley de protección integral para prevenir, sancionar y erradicar la violencia contra las mujeres en los ámbitos en que desarrollen sus relaciones interpersonales es la Ley 26.485 y fue promulgada el 1 de abril de 2009. La norma contempla la creación del Observatorio de la Violencia contra las Mujeres en el ámbito del Consejo Nacional de Mujeres y establece un conjunto de medidas en favor de las mujeres víctimas como la asistencia gratuita en centros de salud, una ayuda económica, asistencia legal y laboral o la facilitación de alojamiento cuando sea necesario. Además se recogen otras de diferente naturaleza como la formación a agentes de seguridad especializados o medidas educativas.
El 21 de febrero de 2011 fue creada la Comisión Nacional Coordinadora de Acciones para la Elaboración de Sanciones de Violencia de Género (CONSAVIG) por Resolución N° 120 del Ministerio de Justicia con el objetivo de implementar en conjunto con organismos nacionales, provinciales y municipales y organizaciones sociales, las tareas vinculadas con la elaboración de sanciones a la violencia de género establecidas por la ley de 2009.

### Legislación en la Provincia de Río Negro
En 2010 se aprobó el Decreto Reglamentario D 286/2010 de la ley D 3040, que crea el “Programa provincial de prevención, erradicación y atención de la violencia en el ámbito de las relaciones familiares”, en el cual se describen todos los mecanismos de acceso a la justicia disponibles para los casos de violencia intrafamiliar. Esta norma recepta una clara perspectiva de género, expresamente contemplada en sus principios, que vinculan la violencia en el ámbito familiar con la asimetría de poder entre hombres y mujeres. También declaran la necesidad de erradicar las prácticas institucionales y judiciales que se encuentran ligadas a mitos y prejuicios culturales que refuerzan o legitiman los estereotipos de género en el seno de la familia. mediante la Ley 4510 se crearon, en el ámbito de la Policía de Río Negro, las Oficinas Tutelares de la Mujer, el Niño y la Familia, que intervienen en los delitos en los que resultaren víctimas mujeres y menores, las cuales han sido reemplazadas por las Comisarías de las Familia y las OFAVI (Oficinas de Atención a las Víctimas), que dependen del Ministerio Público Fiscal. Estos organismos han comportado una importante legitimación a las intervenciones orientadas a la protección de derechos, más afines con las concepciones de una seguridad democrática y respetuosa de los derechos humanos, así como de la consideración de la víctima como sujeta de derechos y no como mero objeto de intervención o investigación (recuérdese que las víctimas son citadas a juicio como testigos).

#### Políticas públicas sobre violencia de género
En el año 2013, se crea mediante la ley 4845 el observatorio de la violencia contra las mujeres en Río Negro, impulsado por el Consejo Provincial de la Mujer. El objeto del mismo es la recolección, el monitoreo, producción, registro y sistematización de datos e información sobre la violencia contra las mujeres.
En el año 2015 el Superior Tribunal de Justicia de Río Negro, en consonancia con la política pública adoptada por la Corte Suprema de Justicia de la Nación, amplió la estructura organizativa de la “Oficina de la Mujer” del Poder Judicial incorporando dentro de su competencia la promoción y accesibilidad a justicia de las personas con discapacidad. Así, por medio de la Acordada 23/15 el organismo adopta el nombre de Oficina de Asistencia de Víctimas . Las acciones que se llevaron adelante por la “Oficina de Género” comprendieron un gran abanico de situaciones que implicaron su intervención en materia de capacitación, sensibilización y difusión a partir de un enfoque de género en clave de Derechos Humanos, promoviendo el acceso a justicia de los grupos poblacionales más vulnerados como las mujeres víctimas de violencias de género, las personas pertenecientes a comunidades originarias, las mujeres privadas de libertad, las personas con discapacitadas, entre tantas otras. De esta manera se resolvió proponer una nueva estructura organizativa de la Oficina de Género, aprobada por Acordada 21/19 y denominándose: “Oficina de Derechos Humanos y Género” - en consonancia con lo dispuesto por la Constitución Nacional y con los compromisos internacionales asumidos por nuestro país en esta materia – extendiendo la perspectiva de género a los demás derechos humanos en todas las acciones del Poder Judicial a partir de medidas, políticas públicas, programas y acciones concretas. Las medidas adoptadas en materia de violencia de género en la provincia de Río Negro, adhieren a la Ley Nacional 26.485.
En septiembre de 2020 se puso en marcha el Programa Acompañar, el cual otorga un subsidio equivalente al Salario Mínimo por seis meses. Para su tramitación no se requiere denuncia policial. Los pagos del beneficio están a cargo de la Anses. Conforme a datos oficiales, en 2023, una de cada cinco beneficiarias del plan es empleada doméstica.

#### Oficina de Asistencia a la Víctima
La Oficina de Asistencia a la víctima de la provincia de Río Negro, es la interviniente antes, durante y después de efectuar la denuncia de forma interdisciplinaria en delitos contra la integridad sexual, violencia de género, homicidios, delitos contra la propiedad y todos aquellos que vulneren los derechos de las víctimas y su grupo familiar. La OFAVI cuenta con profesionales que trabajan en red con diferentes instituciones estatales, para brindar respuestas globales que prevengan nuevas situaciones de vulnerabilidad hacia la víctima y nuevas situaciones delictivas.

## Violencia en el noviazgo
En 2015 se publicó un artículo en la Revista Argentina de Ciencias del Comportamiento sobre un estudio de la violencia física durante el noviazgo. En este estudio se usó una muestra compuesta por casi 1000 alumnos de ambos sexos de una universidad pública de la provincia de Córdoba (Argentina). Los alumnos encuestados tenían entre 18 y 25 años, habían mantenido al menos una relación de pareja, y no convivían actualmente con su pareja.
Los resultados revelan pocas diferencias entre sexos, alta tasa de agresiones físicas, y que el patrón más frecuente es la bidireccionalidad de la violencia. El 34% de las chicas ejercieron violencia física contra su pareja, mientras que el 22% de los chicos perpetuaron violencia física. Si bien las adolescentes admitieron más haber ejercido violencia que los varones, la proporción la violencia sufrida no varió entre sexos, el 27% de las chicas y 29% de los chicos reportaron sufrir violencia física. En cuanto a las lesiones, no hubo diferencia entre chicas y chicos, donde el 6% reportó producir lesiones física, y el 8% reportó sufrir lesiones física. El 52% de las parejas presentaron un patrón de violencia bidireccional.
La defensoría del pueblo de la provincia de Córdoba publicó en el 2018 un estudio sobre la violencia en el noviazgo adolescente.
En este estudio se analizó la violencia psicológica, sexual, y física, y los motivos de discusiones. El 72% de chicos y chicas reconoció presencia de violencia psicológica en sus relaciones, y más del 50% manifestaron haber vivido violencia sexual. En cuanto a la violencia física, el 30% identificaron la presencia de violencia física en sus relaciones de pareja, principalmente pellizcos, empujones, tironeos, y golpes. Un 4% reconoció haber sido golpeado alguna vez por su pareja. El estudio encuentra como característica la bidireccionalidad y que tanto varones como mujeres adolescentes reportan violencia en porcentajes similares. El estudio también menciona que los celos son el principal motivo de discusión en las parejas adolescentes.

## Femicidios
Desde el año 2015, la Corte Suprema de Justicia de la Nación el Registro Nacional de Femicidios de la Justicia Argentina (RNFJA) que presenta los datos estadísticos de las causas judiciales en las que se investigan muertes violentas de mujeres cis, travestis y trans por razones de género.
Este registro utiliza la siguiente definición de femicidio:

“La muerte violenta de mujeres por razones de género, ya sea que tenga lugar dentro de la familia, unidad doméstica o en cualquier otra relación interpersonal; en la comunidad, por parte de cualquier persona, o que sea perpetrada o tolerada por el Estado y sus agentes, por acción u omisión”.

Además, la Corte registra también las víctimas de femicidios vinculados, clasificando de esta manera a aquellas personas que son asesinadas por intentar interponerse o evitar la agresión hacia una mujer cis, travesti o trans.
Según el Informe 2020 del Registro Nacional de Femicidios:
- Se contabilizaron 287 femicidios: 251 directos y 36 vinculados.
- Las 251 víctimas directas de femicidio incluyen 6 travesticidios/ transfemicidios.
- El 84% de las víctimas conocían al agresor. En el 59% de los casos eran parejas o exparejas. El 48% se encontraba conviviendo.

Durante mucho tiempo la estadística disponible sobre femicidios en Argentina fue la del Observatorio de Femicidios Marisel Zambrano que desde 2008 lleva adelante la asociación civil La Casa del Encuentro, que realiza el registro de estos casos a partir de la información publicada en diarios de distribución nacional y provincial y agencias de noticias:
| Año  | Cantidad de femicidios y transfemicidios |
| 2008 | 208                                      |
| 2009 | 231                                      |
| 2010 | 260                                      |
| 2011 | 282                                      |
| 2012 | 255                                      |
| 2013 | 295                                      |
| 2014 | 277                                      |
| 2015 | 286                                      |
| 2016 | 290                                      |
| 2017 | 295                                      |
| 2018 | 273                                      |
| 2019 | 299                                      |
| 2020 | 300                                      |
| 2021 | 305                                      |
| 2022 | 301                                      |
| 2023 | 311                                      |
| 2024 | 291                                      |